# 托雷博尔米达
托雷博尔米达（義大利語：Torre Bormida），是意大利库内奥省的一个市镇。总面积7平方公里，人口222人，人口密度31.7人/平方公里（2009年）；根據義大利國家統計研究所統計，2017年人口數為192人。ISTAT代码为004226。